# Фантастични филм
Фантастични филмови су филмови који припадају жанру фантастика са фантастичним темама, магичним, натприродним догађајима, митолошким, фолклорским или егзотичним фантастичним световима. Овај жанр се сматра делом фантастичне фикције заједно са научнофантастичним и хорор филмовима, иако се жанрови преклапају. Фантастични филмови често садрже елементе магије, мита, чуђења, ескапизма и изванредног.